# Ielizaveta Glinka
Ielizaveta Petrovna Glinka (rus: Елизаве́та Петро́вна Гли́нка, coneguda també com a Dóktor Liza (rus: До́ктор Ли́за); 20 de febrer de 1962 – 25 de desembre del 2016) fou una treballadora humanitària i activista benèfica russa. Va ser guardonada tres vegades amb premis estatals pel seu treball. Glinka va morir en un accident d'un vol militar rus el 2016.

## Primers anys
Glinka va néixer a Moscou. El seu pare va servir amb les forces armades, mentre que la seva mare, Galina Ivànovna Poskróbixeva, era metgessa, a més de presentadora de televisió i escriptora de llibres de cuina i enciclopèdies. Va estudiar a l'Institut Nacional Rus d'Investigació Mèdica de Moscou, on es graduaria en anestesiologia pediàtrica. El 1986 va emigrar als Estats Units, on va estudiar cures pal·liatives i es va involucrar en el treball a hospicis. En tornar a Rússia, va treballar al Primer Hospici de Moscou, després de la qual cosa es va traslladar a Ucraïna.

## Carrera
El 1999, a Kíev, va fundar un hospici per a hospital del càncer a Kíev. Va ser membre de la junta del Fons de Beneficència Hospici de Vera a Moscou, i fundadora i presidenta de la Fundació Americana VAL Hospici Internacional.
El 2007 va fundar una ONG humanitària anomenada Spravedlívaia pómoix, rus: Справедливая помощь (en català, "Ajuda justa"). L'organització proporciona suport financer i assistència mèdica als pacients terminals de càncer, persones amb baixos ingressos i persones sense sostre. L'any 2010, l'organització va recopilar i distribuir ajudes per a víctimes d'incendis forestals i, el 2012, per a aquells que van perdre les seves llars després d'inundacions a Krimsk, krai de Krasnodar.
El gener de 2012, Glinka, juntament amb altres 15 figures de mitjans i activistes de l'oposició, incloent Borís Akunin, Leonid Parfiónov, Iuri Xevtxuk, Liudmila Ulítskaia, Dmitri Bikov i Serguei Parkhómenko va fundar la Lliga dels electors, rus: Лига избирателей Liga izbiràtelei, com a reacció a les a les protestes del país contra els resultats electorals.
Els seus objectius declarats incloïen l'observança dels drets electorals, l'organització de marxes massives, la formació d'observadors i la publicació de les comissions electorals, incloses les llistes negres. Poc després va arribar una inspecció fiscal no planificada a les oficines d'"Ajuda justa". Com a resultat, tots els actius financers es van congelar durant un període. El dia 1 de febrer els actius es van desbloquejar i el Fons va continuar la seva tasca.
El mateix any Glinka es va convertir en membre del comitè civil federal de Plataforma Cívica i va donaer suport a Mikhaïl Prókhorov durant les eleccions presidencials russes de 2012. Des del novembre de 2012, Glinka fou membre del Consell Presidencial de Rússia per a les Institucions i els Drets Humans de la Societat Civil.
Des del començament del conflicte armat a l'est d'Ucraïna va prestar assistència a les persones que viuen en zones de la RPD i la RPL. Els va traslladar a hospitals de Moscou o Sant Petersburg, on podrien rebre atenció mèdica. S'estima que va viatjar més de 20 vegades a les zones de conflicte i va salvar uns 500 nens. Els nens es van traslladar a la frontera estatal sense el permís de les autoritats, fet que li va comportar acusacions de segrest de nens per part de funcionaris governamentals d'Ucraïna. La resposta de Glinka va ser que la política era irrellevant en matèria de vida i mort.
La seva organització també fou activa a l'hora de proporcionar material mèdic, equips i aliments als hospitals de Donetsk i Luhansk, però Glinka es va queixar sempre que els controls de duanes dels seus convois de camions eren lents i inútils i que retardaven el lliurament dels subministraments. Malgrat les afirmacions de l'OTAN que Rússia subministrava armes pesants i tropes regulars als separatistes pro-russos a Ucraïna, Glinka va dir que no va veure mai tropes russes a Donetsk i que el que hi havia era una guerra civil en curs. També va lliurar medicació a la pilot ucraïnesa Nadia Sàvtxenko durant la seva vaga de fam mentre estava empresonada a Rússia.
Glinka també era coneguda per la seva postura anti-eutanàsia; a l'octubre de 2016, va comentar sobre l'esborrany dels Països Baixos que legalitzava l'eutanàsia, i va afirmar que la proposta de llei era "demoníaca".
Glinka i el seu treball van ser objecte d'una pel·lícula documental de Ielena Pogrebíjskaia. El 2012, Glinka fou guardonada amb l'Orde de l'Amistat, i el 2015 amb la Medalla "per la beneficència". Al desembre l'any 2016 el president rus Vladímir Putin li van lliurar un altre premi nacional, el Premi Estatal de la Federació Russa, pels seus èxits destacats en la caritat i activitats de drets humans.

## Mort
Glinka va morir en un accident d'aviació el 25 de desembre del 2016, mentre viatjava a Latakia per lliurar material mèdic a l'hospital de la Universitat de Tixrin.
Fou identificada per un examen d'ADN el gener de 2017. El 16 de gener de 2017, després del funeral a la Catedral de l'Assumpció del Monestir de Novodévitxi, Moscou, fou enterrada al cementiri de Novodévitxi de la mateixa ciutat.

## Vida personal
Glinka estava casada l'advocat nord-americà d'origen rus Gleb Glébovitx Glinka. La parella tenia tres fills: (dos de propis, Konstantín i Aleksei, i un fill d'acollida, Ilià), els més grans Konstantín i Aleksei viuen als Estats Units. El jove Ilià viu a Saràtov.